# Fédération internationale des organisations de donneurs de sang
 (août 2012).
La Fédération internationale des organisations de donneurs de sang (FIODS/IFBDO) est une organisation non gouvernementale internationale (OING), constituée au Luxembourg, le 4 décembre 1955, lors d'une assemblée présidée par Roger Guenin (France), son premier président, avec la présence et la représentation de plusieurs pays du monde. Son siège social est établi en Principauté de Monaco. Les langues officielles de la Fédération sont le Français, l'Anglais et l'Espagnol.

## Organisation
Les organismes statutaires de la fédération sont :
- l'Assemblée Générale et le Conseil Exécutif ;
- la Commission de Contrôle des Comptes ;
- les organismes consultatifs (Comités Continentaux/Comité des Jeunes).

Actuellement, 82 Organisations nationales de Donneurs de Sang bénévoles et non-rémunérés sont fédérées à la FIODS/IFBDO.

## Ordre du mérite international du sang
En vue d'honorer des personnes qui se sont particulièrement distinguées sur le plan international pour promouvoir le don de sang non rémunéré, effectué de façon altruiste, bénévole et anonyme, la FIODS/IFBDO a institué le 19 avril 2001 à Nabeul (Tunisie), « l'Ordre du Mérite International du Sang (en)».

## Fondation de Solidarité
Dans le cadre de l'article 13 des Statuts, la FIODS/IFBDO a créé, le 20 janvier 2007, la « Fondation de Solidarité FIODS» dont l'objectif est d'apporter son soutien aux membres de la FIODS dans la programmation et la gestion de programmes de coopération internationale, gestion des ressources humaines, activités de collectes de fonds, de stages de formation, des réseaux d'informations et de banques de données.

## Journée mondiale du donneur de sang
En 1995, la FIODS/IFBDO a pris l'initiative d'organiser la première journée internationale du donneur de sang, manifestation célébrée en remerciement aux Donneurs de Sang. En 2002, elle a entamé des négociations avec les trois plus importantes organisations internationales dans le domaine du sang : l'Organisation Mondiale de la Santé (OMS), La Fédération de la Croix Rouge et du Croissant Rouge (FICR) et la Société Internationale de Transfusion Sanguine (ISBT) qui se sont conclues par la signature d'un accord instituant la Journée mondiale du donneur de sang. En 2005, lors de l'Assemblée mondiale de la Santé, les ministres de la Santé de tous les États membres de l'OMS, ont adopté, à l'unanimité, la résolution reconnaissant les donneurs de sang volontaires et non rémunérés en tant que clé de voûte de l'approvisionnement pertinent et durable en sang et de la sécurité transfusionnelle. Ils ont ratifié la Journée Mondiale du Donneur de Sang comme un évènement annuel et recommandé qu'elle devienne partie intégrante des programmes nationaux de la transfusion sanguine. Dès lors, cette journée est célébrée, chaque année, le 14 juin et est parrainée par les quatre partenaires fondateurs que sont la FIODS/IFBDO, l'OMS, la CROIX ROUGE et le CROISSANT ROUGE et ISBT.